# ماریان ویلیامسون
ماریان ویلیامسون (انگلیسی: Marianne Williamson؛ زادهٔ ۸ ژوئیهٔ ۱۹۵۲) سیاستمدار اهل ایالات متحده آمریکا است.
استاد، نویسنده و فعال آمریکایی است. او سیزده کتاب نگاشته‌است. در سال ۲۰۱۴ به عنوان شخص مستقل از حوزه کالیفرنیا در انتخابات حضور ناموفقی داشت. در ۲۹ ژانویه ۲۰۱۹ وی از قصد خود دایر بر ایجاد کمپین انتخاباتی برای انتخابات ریاست جمهوری ۲۰۲۰ خبر داد.
او در انتخابات مقدماتی ریاست جمهوری ۲۰۲۴ حزب دموکرات شرکت می‌کند. ویلیامسون اهداف اصلی خود برای ریاست جمهوری را جنگ با مواد مخدر، افزایش حداقل دستمزد فدرال، غرامت برای بی عدالتی نژادی، رسیدگی به تغییرات آب و هوایی و ایجاد «دپارتمان صلح ایالات متحده» اعلام کرد.
ویلیامسون جنگ اسرائیل در غزه را «ناعادلانه» توصیف کرد و ادامه آن را به سود امنیت اسرائیل نمی‌داند. او در جریان جنگ اسرائیل و حماس اعلام داشت: «ایالات متحده نباید از این جنگ حمایت کند و من به عنوان رئیس جمهور از این جنگ حمایت نخواهم کرد.»